# Hahncappsia entephrialis
Hahncappsia entephrialis is een vlinder uit de familie van de grasmotten (Crambidae), uit de onderfamilie van de Pyraustinae. De wetenschappelijke naam van deze soort is voor het eerst voorgesteld als Pyrausta entephrialis door William Schaus in een publicatie uit 1912.
De soort komt voor in Costa Rica.